# HD144481
HD 144481 — хімічно пекулярна зоря спектрального класу
A3 й має видиму зоряну величину в смузі V приблизно  6,5.
Вона знаходиться у сузір'ї Південного Трикутника  й розташована на відстані близько 340,5 світлових років від Сонця.